# Cédula de duzentos reais
A cédula de duzentos reais (R$ 200,00) é a cédula de maior valor nominal do padrão real, lançada no dia 2 de setembro de 2020. A nota de cem reais foi a cédula de maior valor até o final do mês de julho de 2020, quando o Banco Central anunciou a aprovação de uma cédula de duzentos reais (R$ 200,00), com o animal símbolo sendo o lobo-guará.
O Banco Central colocou o dinheiro em circulação conforme a demanda se fizesse presente, observando a necessidade de o fazer.

## História
Em 29 de julho de 2020, o Banco Central anunciou o lançamento da nota de duzentos reais, com a escolha do lobo-guará para estampa do verso; a nova nota entrou em circulação no dia 2 de setembro de 2020.
Em setembro, após um movimento online para que o cachorro vira-lata caramelo estampasse a nota, ele passou a protagonizar o anúncio do Banco Central sobre esta nova cédula.

### Lançamento
A cédula foi lançada no dia 2 de setembro de 2020. No mesmo dia, o presidente do Banco Central, Roberto Campos Neto, afirmou:

É uma resposta do Banco Central a mudanças provocadas pela atual pandemia do COVID-19. O momento singular que estamos vivendo trouxe os mais diversos desafios, e um deles foi o aumento expressivo da demanda da sociedade brasileira por dinheiro em espécie.— Campos Neto

## Principais características da cédula
- Dimensões: 140 x 65 mm.
- Cor predominante: cinza e sépia.
- Anverso: Efígie simbólica da República, interpretada sob a forma de escultura.
- Reverso: gravura de um lobo-guará (Chrysocyon brachyurus), canídeo típico do Cerrado que pode ser encontrado na região central do Brasil e de outros países sul-americanos.
- É a cédula menos disponível no sistema bancário brasileiro.